# 小周镇
小周镇，是中华人民共和国重庆市万州区下辖的一个乡镇级行政单位。

## 行政区划
小周镇下辖以下地区：
刘家坝社区、马褡村、小周村、姚家村、大堡村和马道村。